# 白洋池
白洋池，又名白洋湖、南湖，位于中国浙江省杭州市杭州城墙内武林门、艮山门附近，为杭州历史上存在的湖泊，约在南宋末期消失，今约在御跸苑和浙江日报社的位置。南宋名将张俊在此地建南湖园，故名南湖。南湖在旧时为杭州水陆交通要道，富家在此湖湖畔设立仓库，四面环水以绝盗匪，同时宋代水军也在白洋池中训练。